# Ibrahima Mbaye
Ibrahima Mbaye (Guédiawaye, 19 november 1994) is een Senegalees voetballer die bij voorkeur als centrale verdediger speelt. Hij verruilde Internazionale in juli 2015 voor Bologna, dat hem in het voorgaande halfjaar al huurde. Mbaye debuteerde in 2016 in het Senegalees voetbalelftal.

## Carrière
Mbaye debuteerde in 2012 in het betaald voetbal in het shirt van Inter Milan, in de voorronde van de Europa League tegen Hajduk Split. Mbaye speelde als linksback en werd na 55 minuten vervangen door Yuto Nagatomo. Inter verloor de wedstrijd met 0-2, maar plaatste zich toch voor de groepsfase omdat het in Split met 0-3  had gewonnen.
1 Skorupski ·
2 Holm ·
3 Posch ·
5 Erlić ·
6 Moro ·
7 Orsolini ·
8 Freuler ·
9 Castro ·
10 Karlsson ·
11 Ndoye ·
14 Iling-Junior ·
15 Casale ·
16 Corazza ·
17 El Azzouzi ·
18 Pobega ·
19 Ferguson  ·
20 Aebischer ·
21 Odgaard ·
22 Lykogiannis ·
23 Bagnolini ·
24 Dallinga ·
26 Lucumí ·
28 Cambiaghi ·
29 De Silvestri ·
30 Domínguez ·
31 Beukema ·
33 Miranda ·
34 Ravaglia ·
80 Fabbian ·
82 Urbański ·
Coach: Italiano